# ذخیره‌گاه طبیعی پیهلا-کایبالدی
ذخیره‌گاه طبیعی پیهلا-کایبالدی (به لاتین: Pihla-Kaibaldi Nature Reserve) یک منطقه حفاظت‌شده در استونی است که در دهستان هیوما واقع شده‌است.